# Manuel Batista Soares
Manuel Batista Soares, O.F.M. (Monção, cerca de 1559 - São Paulo de Luanda, abril de 1620) foi um frade franciscano e prelado da Igreja Católica português, bispo de Angola e Congo.

## Biografia
Foi nomeado bispo de Angola e Congo em 4 de maio de 1609 por Dom Filipe II pois era membro da “Ordem de São Francisco da Província de Portugal, teólogo, pregador” e encarregado de outros cargos religiosos ao longo da vida. Era um homem “virtuoso”, versado nas “letras” e que provinha de “boas partes”, conforme testemunhavam os “papéis de sua habilitação” remetidos ao embaixador em Roma.
Resistiu em assumir a diocese de Congo e Angola, tendo recebido como incentivo a sua ida várias mercês dadas pelo Rei. Uma vez em Angola, enfrentou grandes dificuldades na conversão dos nativos ao catolicismo.
Faleceu em São Paulo de Luanda, em abril de 1620.